# Getin Holding
Grupul financiar Getin Holding a fost fondat de omul de afaceri Leszek Czarnecki, fiind un grup cu operațiuni extinse în Europa Centrală și de Est. Getin Holding are expertiză în retail banking și leasing și numără peste 7900 de angajați. Grupul Polonez este prezent atât în Polonia, cât și în Rusia, Ucraina și Belarus.
Leszek Czarnecki⁠(pl)[traduceți] s-a plasat pe locul al patrulea în cel mai recent top Forbes al miliardarilor din Polonia. Doctor în economie, omul de afaceri este acționar majoritar la Getin Holding, grupul de investiții prin care a preluat Romanian Internațional Bank. El controlează de asemenea Getin Noble Bank, a șasea bancă din Polonia după active (13,5 miliarde euro).